# Museo diocesano (Melezet di Bardonecchia)
Il Museo diocesano di Melezet, frazione del comune di Bardonecchia (TO), venne istituito da don Francesco Masset (1920 - 1987), presso la casa parrocchiale, con l'obiettivo di conservare e valorizzare gli oggetti d'arte sacra delle parrocchie della conca di Bardonecchia.
La raccolta rimase nella sede originaria fino al 1987, quando le opere vennero spostate nella cappella della Madonna del Carmine, restaurata per volontà di don Edoardo Grua, che costituì il "Museo di arte religiosa alpina": nella primavera del 2000, un gruppo di volontari aprì al pubblico il museo e si adoperò perché fosse inserito nel Sistema museale diocesano della Valle di Susa, come sezione distaccata del Museo diocesano d'arte sacra di Susa.

## Opere
Il museo espone dipinti, statue lignea, suppellettile liturgica e paramenti provenienti dalle chiese parrocchiali di Melezet, Les Arnauds, Rochemolles, e dalle cappelle di San Sisto, San Sebastiano, San Rocco, del Sacro Cuore, di Notre Dame du Coignet e del Carmine. 

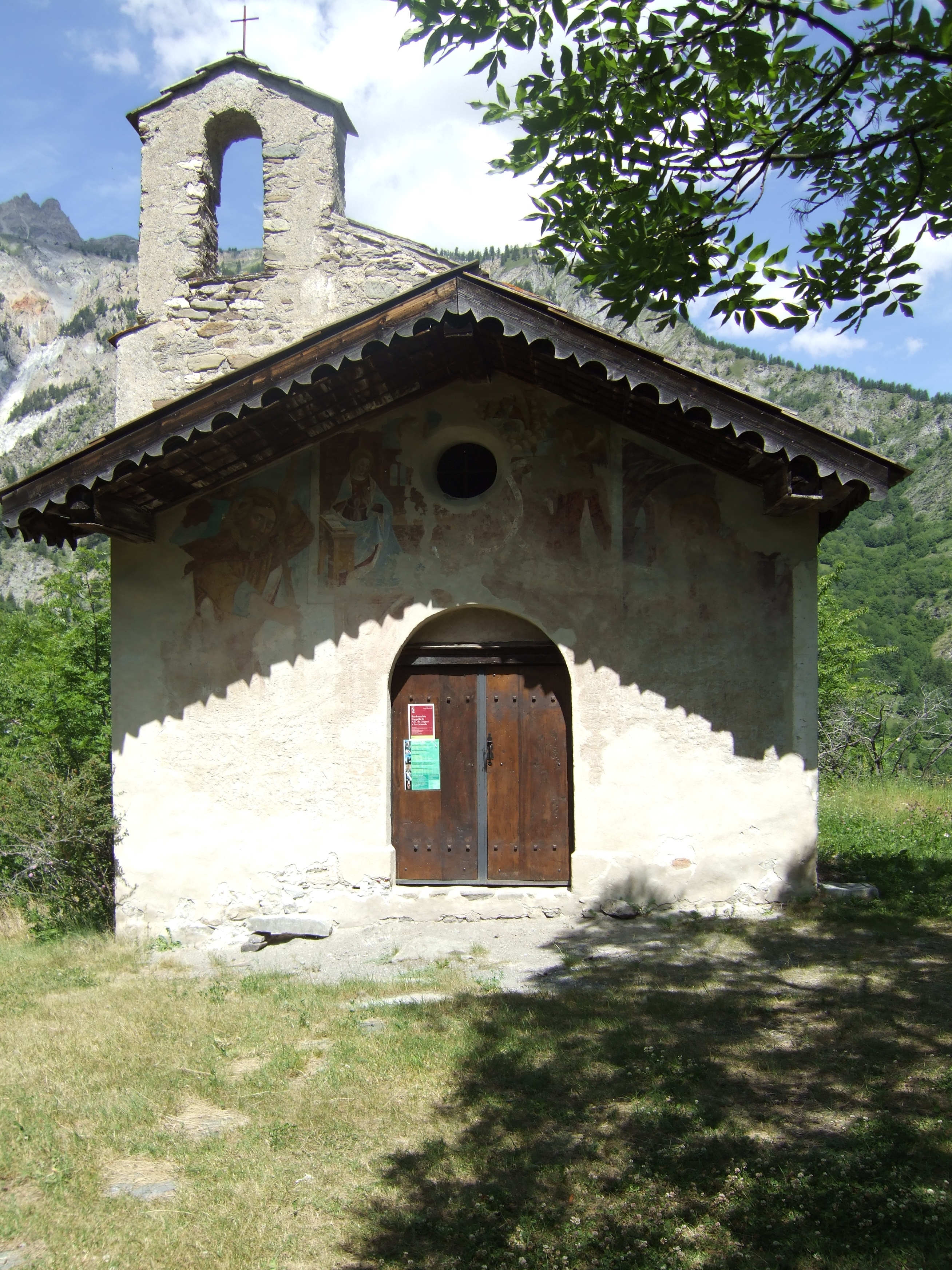
Cappella del Coignet

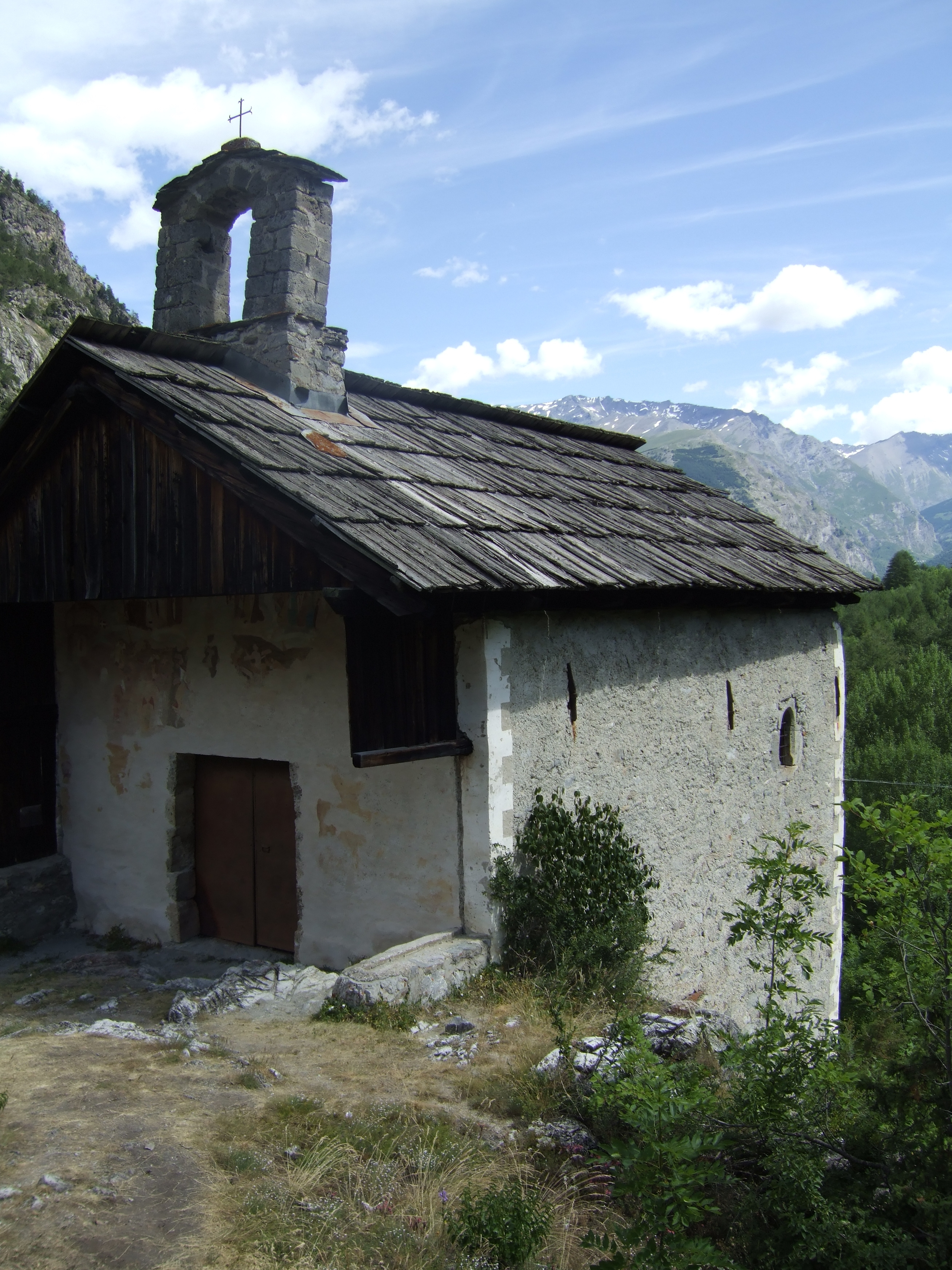
San Sisto di Melezet

Le opere coprono un arco temporale che va dal XV al XX secolo. Tra gli oggetti esposti spiccano:
- la Madonna con Gesù Bambino e San Sisto (1470), ancona lignea portatile;
- le tavole dipinte (1490 - 1500), del Maestro del Coignet, provenienti dalla cappella Notre Dame du Coignet;
- la Madonna (primo decennio del XVI secolo), scultura lignea, del Maestro della Messa di San Gregorio;
- la croce processionale (1520 - 1529), opera dell'orafo Yppolite Borrel;
- una serie di reliquiari a braccio (XVII secolo);
- contraltari in cuoio impresso e dipinto.

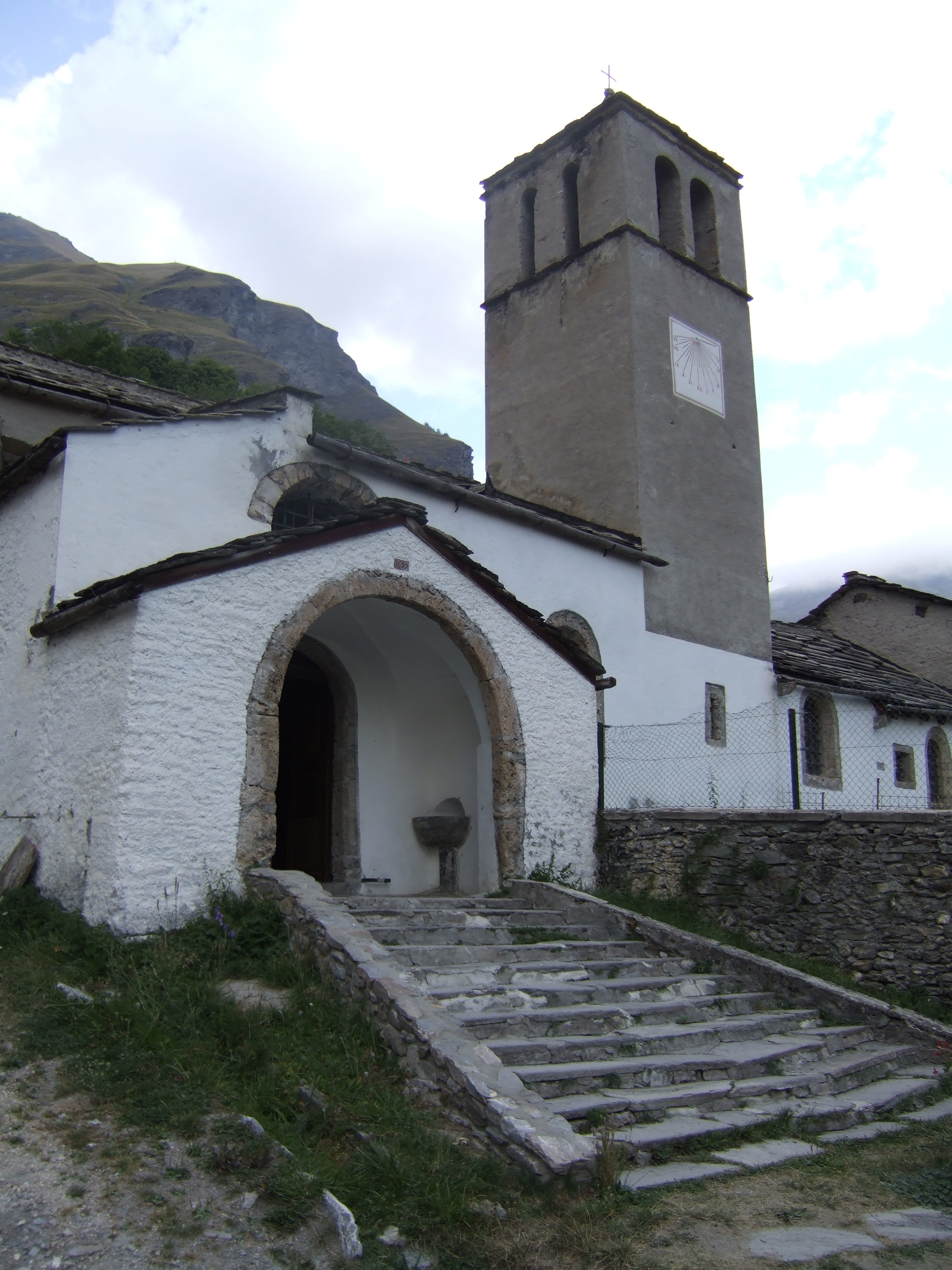
Chiesa di Rochemolles

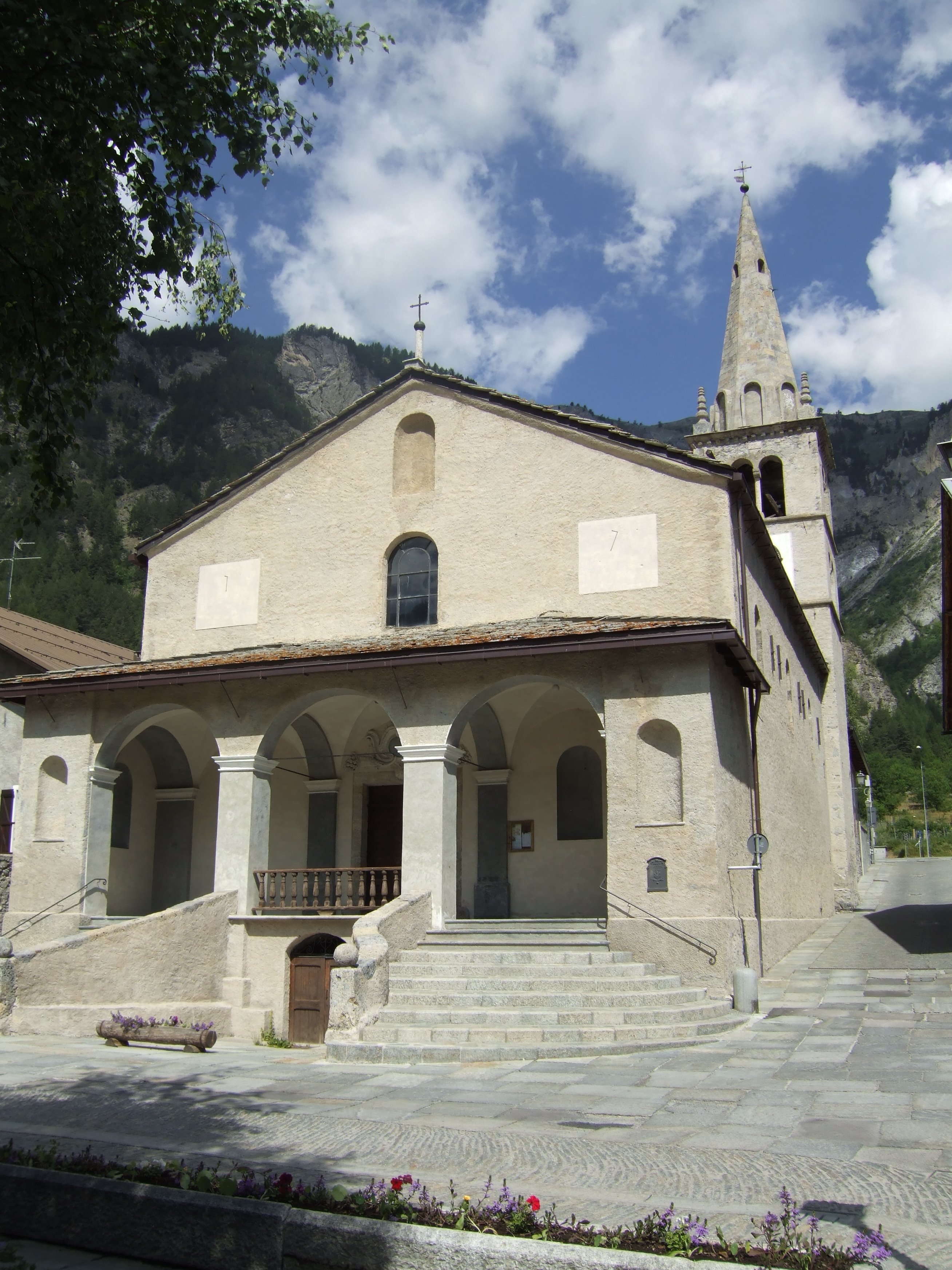
Parrocchiale del Melezet